# Saab 9-X BioHybrid

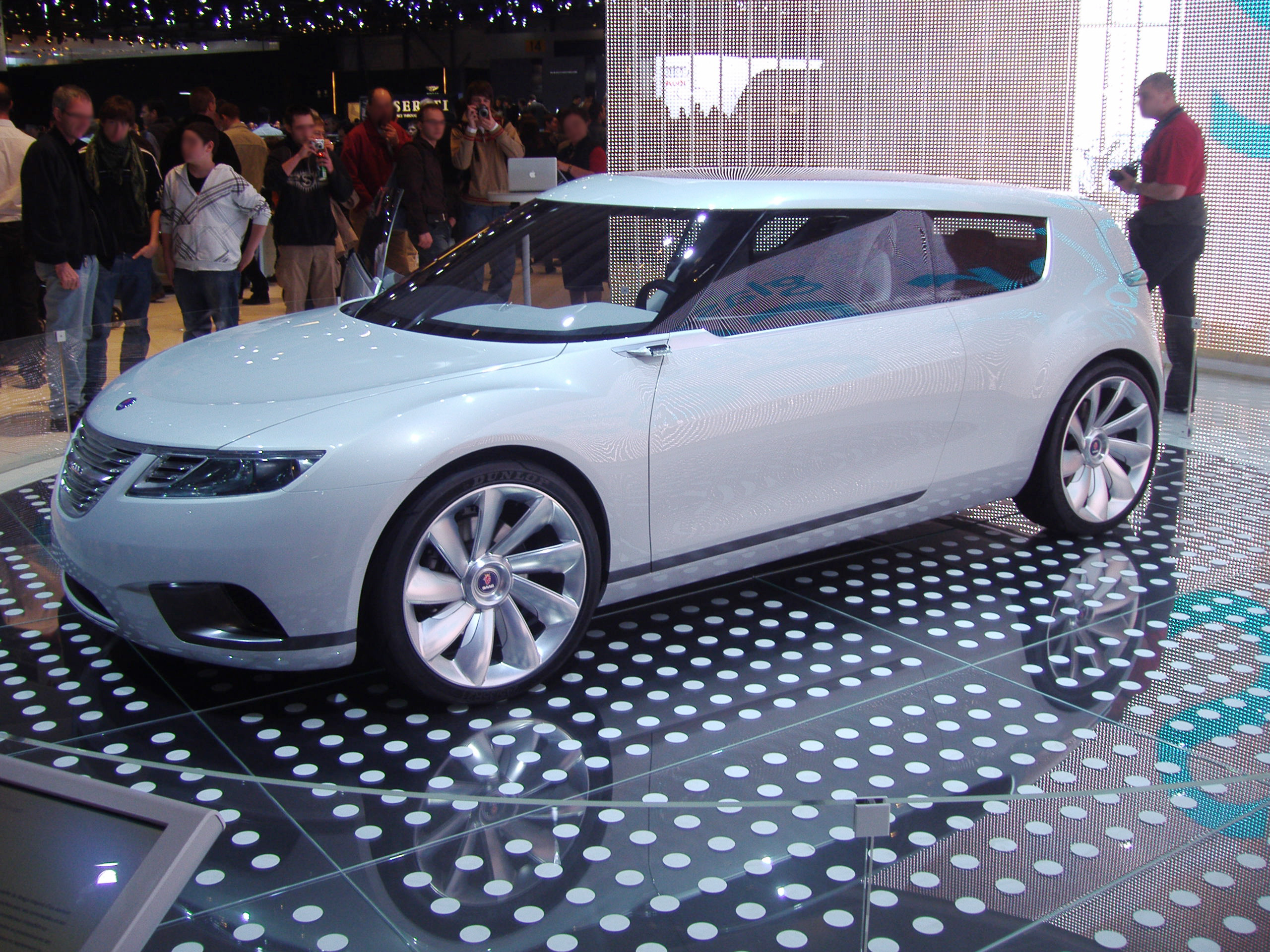
Saab 9-X BioHybrid vid Internationella bilsalongen i Genève 2008.

Saab 9-X BioHybrid är en konceptbil av Saab som för första gången visades vid bilsalongen i Genève 2008. Bilen är baserad på General Motors Deltaplattform och det spekulerades om ett släktskap med en eventuell framtida Saab 9-1. 
Frampartiet påminner mycket om konceptbilen Saab Aero X och har liknande bakparti som Saab 9X. Bilen saknar backspeglar och har istället två kameror för sikt bakåt. Drivlinan består av en fyrcylindrig 1,4 liter stor BioPower-motor kombinerad med en elmotor och till detta kopplad en 6-växlad växellåda med automatkoppling. Elmotorn är kopplad till litiumjon-batterier som antingen laddas genom bromssystemet eller solpaneler på taket (precis som på konceptbilen Saab EV-1), vilka är aktiva både vid körning och när bilen står stilla. Förbränningsmotorn som går att köra både på bensin och etanol men optimerad för det senare utvecklar 200 hk vid 5000 rpm och 280 Nm vid 1750–5000 rpm och har en förbrukning på 6,41 liter/100 km. Hybridmotorn ger bilen en toppfart på 231 km/h och 0–100 km/h avverkas på 7,9 sekunder. 